# Nazionale maschile under 17 di calcio delle Fær Øer
La nazionale di calcio delle isole Fær Øer Under-17 è la rappresentativa calcistica Under-17 nazionale delle Fær Øer ed è posta sotto l'egida della Fótbóltssamband Føroya. Nella gerarchia delle nazionali giovanili italiane è posta al di sotto della nazionale Under-19.
Date le piccole dimensioni della nazione non si sono registrati risultati rilevanti, fino al 2017 dove la nazionale si è qualificata al Campionato europeo di categoria divenendo la prima selezione calcistica dell’arcipelago a raggiungere la fase finale di una competizione europea, oltre che aver rappresentato la nazione più piccola in termini di dimensione e popolazione.